# Maor Sherf
Maor Sherf (* 21. Februar 1994 in Tel Aviv-Jaffa) ist ein israelischer Eishockeyspieler, der seit 2017 erneut bei den Rishon Devils in der Israelischen Eishockeyliga unter Vertrag steht.

## Karriere
Maor Sherf begann seine Karriere als Eishockeyspieler bei den Rishon Devils, mit denen er 2014 und 2015 israelischer Meister wurde. 2016 ging er für ein Jahr nach Finnland, wo er für den Laser HT in der viertklassigen II-divisioona und den Universitätsklub Oulun Yliopiston Urheiluseure in der fünftklassigen III-divisioona spielte. Seit 2017 spielt er erneut für die Rishon Devils.

### International
Im Juniorenbereich spielte Sherf für Israel bei der U18-Weltmeisterschaft 2011 in der Division III.
Mit der israelischen Herren-Nationalmannschaft nahm Sherf an den Weltmeisterschaften der Division II 2016, 2017, 2018 und 2019 teil. Zudem vertrat er seine Farben bei den Olympiaqualifikationsturnieren für die Winterspiele in Pyeongchang 2018 und in Peking 2022.

## Erfolge und Auszeichnungen
- 2014 Israelischer Meister mit den Rishon Devils
- 2015 Israelischer Meister mit den Rishon Devils
- 2019 Aufstieg in die Division II, Gruppe A bei der Weltmeisterschaft der Division II, Gruppe B